# Phacellus latreillei
Phacellus latreillei là một loài bọ cánh cứng trong họ Cerambycidae.